# トヨタ・レジアス
レジアス（REGIUS）は、トヨタ自動車が製造・販売していたハイエースをベースとするワンボックス型ミニバンである。1995年（平成7年）に発売されたグランビアを基本に、全長と全幅を縮小した実質的な姉妹車である。

## ハイエースレジアス
- 1997年（平成9年）4月8日にハイエース レジアス（HIACE REGIUS）として登場した。5ナンバーサイズでグランビアよりも車体が一回り小さく、ディーゼル車は一部モデルを除き5ナンバー登録である。また、商用モデルは「ハイエースレジアスバン」という車名で同年6月に販売が開始された。

| 型式一覧   | 型式一覧  | 型式一覧  | 型式一覧  | 型式一覧  | 型式一覧         |
|            | ワゴン    | ワゴン    | バン      | バン      | 備考             |
| 駆動方式   | 2WD       | 4WD       | 2WD       | 4WD       |                  |
| ---------- | --------- | --------- | --------- | --------- | ---------------- |
| ガソリン   | E-RCH41W  | E-RCH47W  | E-RCH42V  | -         |                  |
| ディーゼル | KD-KCH40G | KD-KCH46G | KG-LXH43V | KG-LXH49V |                  |
| ディーゼル | KD-KCH40W | KD-KCH46W | -         | -         | ウィンドツアラー |

ワゴンの大きな特徴として、メーカーオプションでフロントシート以外の全シートを欧州製ミニバンのような脱着式に変更でき、ユーザーが自由に外して商用車並みの荷室容積を作る事が出来た。また、内装の質感はグランビアに勝る点が多く（同年のマイナーチェンジでグランビアも内装を中心に手が入れられた）、最上級グレードのG EXパッケージにはグランビアより高額なプライスタグ（グランビア2.7 2WDツインムーンルーフ 発売当初338万7,000円→1998年6月323万2,000円、ハイエースレジアス380万8,000円）が付けられた。これは、それまでのトヨタの最上級1BOXとして君臨したハイエースの実質的な後継車という役割も担っていたためである（実際にはハイエースワゴンも併売された）。テレビCMには宇崎竜童が出演した。また、スポーティーグレードの「ウインドツアラー」も設定された。ややおとなしい外観の標準グレードに比べ、メッシュグリルやエアロパーツで精悍さを演出し、内装も標準グレードと差別化されていた。
- 1997年（平成9年）8月28日 - 特別仕様車として、車体色に「スーパーホワイトII」を採用した「ウインドツアラー ホワイトバージョン」を設定する。
- 1998年（平成10年）5月11日 - 一部改良。レジアスGにガソリン2.7 L 4WD車を追加するとともに、デュアル（両側）スライドドアを新たに設定。また、レジアスにオートエアコン、リアスポイラー、スライドドアイージークローザーなどを標準装備した。この時、メーカーオプションのマルチAVステーションを選択した場合は装着位置がセンタークラスター上部となる。なお、この頃からテレビCMには東幹久が出演。

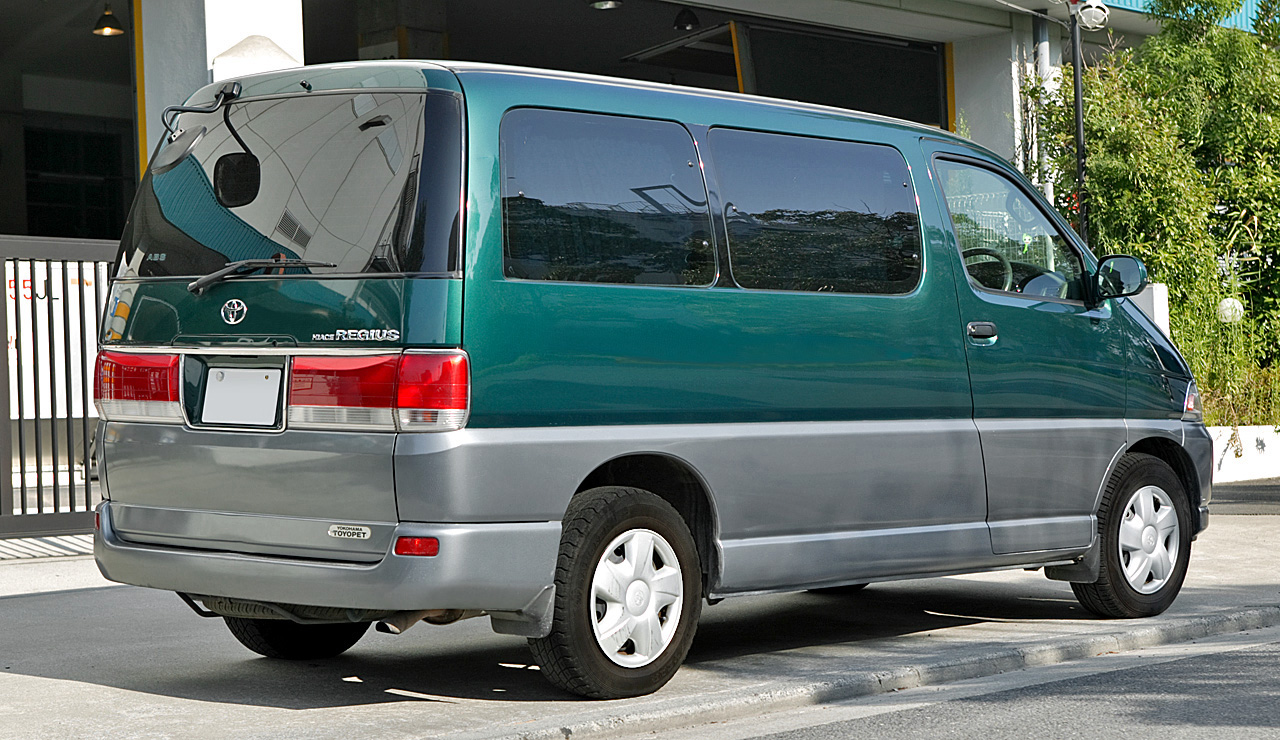
ハイエースレジアス リア
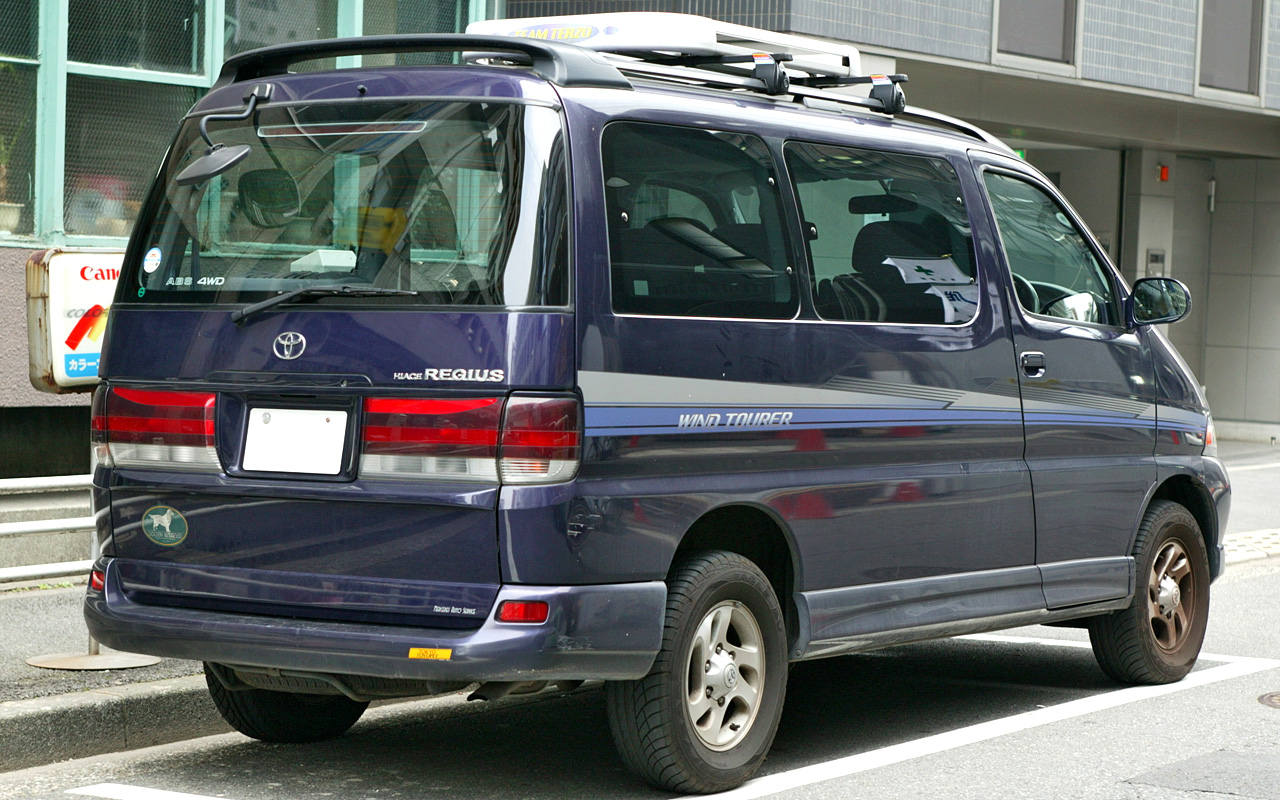
ハイエースレジアス ウインドツアラー  リア
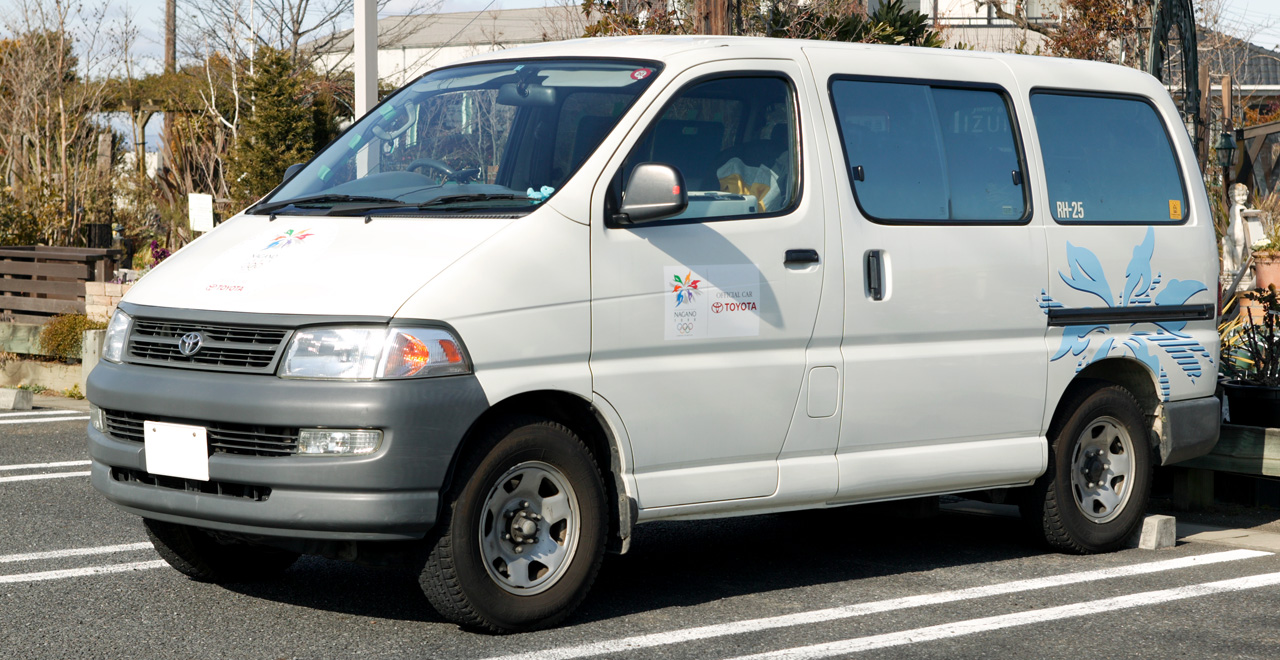
ハイエースレジアスバン4WD

## レジアス
- 1999年（平成11年）
  - 8月3日 - グランビアと共にハイエースレジアスはワゴンのマイナーチェンジを行い、バンも一部改良を受ける。

ビスタ店（現・ネッツ店・沖縄県は沖縄トヨペットの扱い）とトヨペット店の併売からビスタ店の専売とするとともに、車名の「ハイエース」が取れて『レジアス』（「レジアスワゴン」「レジアスバン」）となり、レジアスワゴンのスポーティーグレードである「ウインドツアラー」については、トヨペット店でも『ツーリングハイエース』として販売することになる。
このマイナーチェンジでは、当時、Lクラスミニバンの中で好調な販売を維持していた日産・エルグランドを意識した意匠を取り入れ、フロントグリルが大型化され押し出しの強いものとなり、ヘッドランプやリアコンビランプの形状変更が行なわれた。バンパー形状も変更され、全幅を除いて全車3ナンバーサイズとなる。また、2.7 Lガソリンエンジンへの電子制御ATの採用、3.0 Lディーゼルターボ車はインタークーラーの装着により出力が向上した。G・G EXパッケージのデュアルスライドドア車は7人乗り、4ドア車は8人乗りのみとなり、内装はステアリングホイールの形状変更（形状はグランビアと同様）、ナビゲーション（ワイドマルチAVステーション）がDVD方式となり、オーディオ位置が全車センタークラスター上部（レジアスバンを除く）とするなど変更点は多い。
  - 10月5日 - トヨタモデリスタインターナショナルは、豪華装備を加えたモデリスタバージョンとして「ハイルーフラウンジ」を発表した。ベース車より175 mm嵩上げされたハイルーフを採用して室内空間を拡充させたほか、樹脂製木目調パネルや上質な室内照明などを採用しているA仕様と、標準内装のB仕様がある。メーカーオプションとして本革シートと木目調パネル、販売店オプションとして225/50R17タイヤ（ブリヂストン・G'GRID）＆アルミホイール（3種類から選択）、TRD製ローダウンサスペンションキット（2000年1月発売）を用意する。
  - 12月24日 - VCパッケージをベースとした特別仕様車「V プレジャーサルーン」を発売した。専用ストライプ、熱線反射濃色グリーンガラス（リアサイド・リアクウォーター・バックドア）、前席センターテーブル、ワイヤレスドアロックリモートコントロールなどを採用し装備を充実。
- 2000年（平成12年）
特別仕様車「V プレミアムエディション」を追加する。VLパッケージをベースにフロントウインドシールドブロンズガラス（トップシェード付）、フロントサイドドアブロンズガラス、熱線反射濃色ブロンズガラス（リアサイド・リアクウォーター・バックドア）、特別外装色（メーカーオプション）、専用ストライプ、専用シート表皮＆トリム表皮、本革＆木目調ステアリングホイール、コンライト（オートライト機能）などを特別装備した。
  - 12月1日 - 福祉改造車両の「ウェルキャブ」シリーズを一部改良した。サイドリフトアップシート車に、シートの回転から昇降までの動作を全自動で行うタイプを新設定した。また、車いす仕様車は車いす固定装置を改良した。
- 2002年（平成14年）
  - 3月末 - 姉妹車種のツーリングハイエースと共に生産終了。以降、在庫分のみの販売となる。
  - 5月21日 - アルファードの登場により姉妹車種のツーリングハイエースと共に販売終了した。

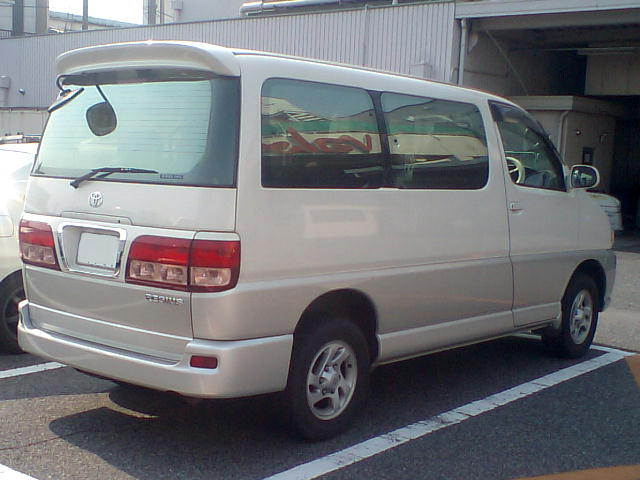
リア
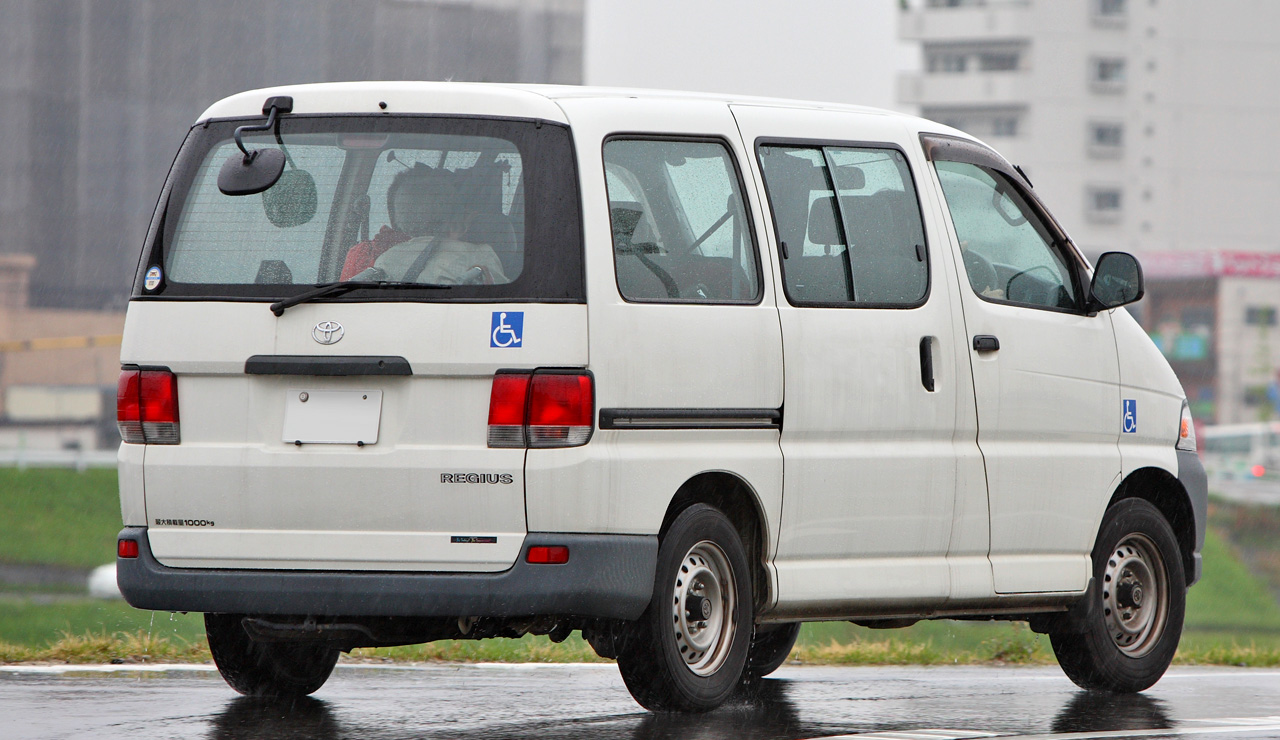
レジアスバン

## エンジン
搭載エンジンは直列4気筒のみで、ワゴンのガソリンは2.7L 直列4気筒 DOHCの3RZ-FE型、ディーゼルは3.0L OHC ターボ付きの1KZ-TE型であり、発売当初のグランビアと共通である。バンは、ガソリンが2.0Lの1RZ型、ディーゼルが3.0Lの5L型である。搭載位置もグランビアと同様、フロントエンジンの形をとる。

## 車名の由来
車名の「レジアス」はラテン語で「華麗な」、「すばらしい」という意味であり、スタイリッシュなボディと、華麗な走りをイメージして名づけられた。なお、レジアスの名称はハイエースの姉妹車で同じくトヨタビスタ店専売車種であったレジアスエースとして2020年まで残されていた。